# Gerichtsamt Hartha
Das Gerichtsamt Hartha war in den Jahren zwischen 1856 und 1874 die unterste Verwaltungseinheit und nach der Abschaffung der Patrimonialgesetzgebung im Königreich Sachsen Eingangsgericht. Es hatte seinen Amtssitz in der Stadt Hartha.

## Geschichte
Nach dem Tod des Königs Friedrich August II. von Sachsen wurde unter dessen Nachfolger König Johann nach dem Vorbild anderer Staaten des Deutschen Bundes die Abschaffung der Patrimonialgesetzgebung verordnet. An die Stelle der bisher im Königreich Sachsen in Stadt und Land vorhandenen Gerichte der untersten Instanz traten die zentral gelegenen Bezirksgerichte und Gerichtsämter in nahezu allen größeren Städten. Die Details der Verwaltungsreform regelten das sächsische Gerichtsverfassungsgesetz vom 11. August 1855 und die Verordnung über die Bildung der Gerichtsbezirke vom 2. September 1856.
Stichtag für das Inkrafttreten der neuen Behördenstruktur im Königreich Sachsen war der 1. Oktober 1856. Das neu gebildete Gerichtsamt Hartha unterstand bis zu dessen Auflösung 1860 dem Bezirksgericht Rochlitz, anschließend bis 1879 dem Bezirksgericht Mittweida. Aufgelöst wurde das 1853 gebildete Königliche Gericht Hartha. Dieses hatte die Rechtsprechung eines Teils des Justizamts Rochlitz und die der Stadt Hartha übernommen. 1856 wurde es in das Gerichtsamt umgewandelt.
Der Sprengel des Gerichtsamt Hartha umfasste folgende Ortschaften:
| - Hartha - Aschershain - Diedenhain - Flemmingen - Gersdorf mit den 3 Lilien und den Pfarrhäusern - Kieselbach - Langenau - Nauhain | - Queckhain - Reinhardtsthal - Richzenhain - Saalbach - Schönerstädt mit wilder Sau und Straßenhäusern - Steina mit Vorwerk Steina - Töpeln mit Vorwerk Pischwitz - Wallbach |

Nach der Neustrukturierung der Gerichtsorganisation gemäß dem Gesetz über die Organisation der Behörden für die innere Verwaltung vom 21. April 1873 gingen die Verwaltungsbefugnisse der Gerichtsämter zum 15. Oktober 1874 auf die umgestalteten bzw. neu gebildeten Amtshauptmannschaften über. Seitdem das bisherige königliche Gericht als königliches Gerichtsamt bezeichnet wurde, führte sein Vorstand den Titel Gerichtshauptmann.
Die Verwaltungsaufgaben des Gerichtsamts Hartha wurden im Zuge der Neustrukturierung der sächsischen Gerichtsorganisation gemäß dem Gesetz über die Organisation der Behörden für die innere Verwaltung vom 21. April 1873 in die am 15. Oktober 1874 neugeschaffene Amtshauptmannschaft Döbeln mit Sitz in der Stadt Döbeln integriert. Das Gerichtsamt war damit nur noch Gericht, die Trennung der Rechtsprechung von der Verwaltung umgesetzt. 
Am 31. Oktober 1874 beendete zudem das Gerichtsamt Hartha seine Tätigkeit insgesamt; die juristischen Befugnisse für den Gerichtssprengel wurde auf drei verschiedene Gerichtsämter wie folgt aufgeteilt.
| Gerichtsamt Waldheim - Hartha mit Reinhardtsthal - Aschershain - Diedenhain - Flemmingen - Richzenhain - Saalbach - Steina mit Vorwerk Steina | Gerichtsamt Leisnig - Gersdorf mit den 3 Lilien und den Pfarrhäusern - Kieselbach - Langenau - Nauhain - Queckhain - Schönerstädt mit wilder Sau und Straßenhäusern - Wallbach | Gerichtsamt Döbeln - Töpeln mit Vorwerk Pischwitz |

## Schriftliche Überlieferung
Die Archivalien des Gerichtsamts Hartha werden als Bestand 20094 Gerichtsamt Hartha heute im Sächsischen Staatsarchiv – Staatsarchiv Leipzig verwaltet.

## Richter
Die Leiter des Gerichtsamts trugen den Titel Gerichtsamtmann. Dies waren:
- 1856–1870: Friedrich Wilhelm Schneider (vorher Justitiar beim Kgl. Gericht Hartha)
- 1871–1874: Reinhold Rudolf Bätz (vorher Assessor beim Gerichtsamt Dresden)

## Weblink
- Eintrag zum Gerichtsamt Hartha im Digitalen historischen Ortsverzeichnis von Sachsen